# Kawasaki GPZ 305
Die GPZ 305 ist ein kleines Motorrad, das zwischen 1983 und 1991 von Kawasaki in Japan gebaut wurde.

## Technik

### Motor
Der Hubraum beträgt 306 cm³. Die maximale Leistung von 20 kW (27 PS) wird bei 10.000 min−1 erreicht, das maximale Drehmoment von 24 Nm liegt bei 7.500 min−1 an. Bohrung 61 mm, Hub 52,4 mm. Die Verdichtung beträgt 9,7:1. Der Motor ist ein luftgekühlter Zwei-Zylinder-Viertakt-Reihen Motor, quer eingebaut, mit zwei Ventilen pro Zylinder, gesteuert durch obenliegende Nockenwelle und Kipphebel. Gemischaufbereitung durch zwei Keihin-Gleichdruckvergaser mit 32 mm Durchlass. Diesen gab es mit kurzen (34 PS) und mit langen (27 PS) Gasschiebern. Hintergrund für die beiden Motorisierungen war die damalige Versicherungseinstufung nach PS.
Die Zündanlage ist als Hochspannungskondensatorzündung (CDI) ausgeführt.

### Fahrwerk
Die GPZ 305 rollt auf Leichtmetall-Gußrädern mit den Reifengrößen vorne 90/90-18, hinten 110/80-18. Das Vorderrad verzögert mit einer Doppelscheibenbremse mit 240 mm Durchmesser und Schwimmsätteln, hinten sorgt eine Trommelbremse mit 160 mm Durchmesser für die Verzögerung.
Die GPZ 305 wurde hauptsächlich mit Riemenantrieb ausgeliefert. Dieser ist sehr wartungsarm und hat eine Lebensdauer von ca. 40.000 km.

### Verbrauch
Die Zeitschrift Das Motorrad führte mit der GPZ 305 eine außergewöhnliche wenn auch praxisfremde Testfahrt durch. Auf der Strecke von Stuttgart in das spanische Valencia war der 17-Liter-Tank erst nach 1.368 km leer. Das entspricht einem Verbrauch von 1,25 Litern/100 km.